# Lịch đại bảo án

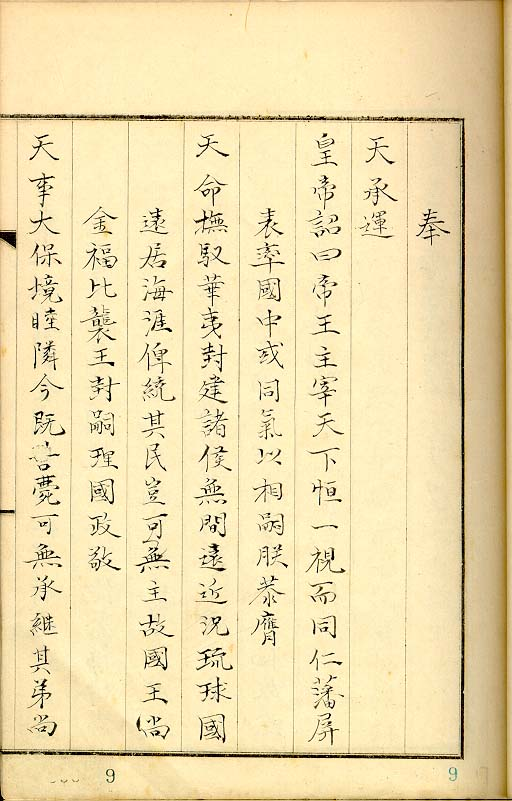
Lịch đại bảo án

Lịch đại bảo án (歴代宝案), là một thư tịch chính thức bao gồm các văn thư ngoại giao của triều đình Vương quốc Lưu Cầu. Thư tịch do các sử gia, trí thức Nho giáo từng sống, phục vụ trong triều đình Lưu Cầu biên soạn. Viết về các giai đoạn từ 1424 đến 1867, thư tịch này bao gồm các ghi chép việc bằng chữ Hán, nói về các hoạt động giao thiệp giữa Lưu Cầu và mười đối tác thương mại khác nhau trong thời kỳ này, cũng như chi tiết về các loại hàng hóa được dùng để triều cống. Mười quốc gia hay thương cảng được nói đến trong Lịch đạo bản án gồm Trung Quốc, Triều Tiên, Xiêm, Malacca, Palembang, Java, Sumatra, Pattani, và Sunda Kelapa (Jakarta). Thư tịch này có tổng cộng 262 quyển, bao gồm 4 biểu, và 4 quyển biệt tập (nay còn lại 242 quyển) với 18.260 trang văn bản.
Người ta cho rằng thư tịch được chính thức biên soạn lần đầu vào năm 1697 từ các tài liệu lưu trữ ở Naha. Một số tài liệu đã bị mất từ trước đó, và các bản sao của chúng có các lỗi. Người ta không biết các tài liệu được cất giữ bí mật hoặc hạn chế trước đó.
Tài liệu này được công chúng biết đến lần đầu và được trưng bày vào năm 1932, khi nó được chuyển từ đền Tenson ở Naha đến thư việc tỉnh Okinawa. Bộ đầu tiên biên soạn vào năm 1697 bao gồm 49 quyển, song đến năm 1932 đã có một số quyển trong bộ này bị thất lạc hoặc bị hư hỏng nặng. Tất cả chúng đều đã bị hủy hoại trong trận Okinawa năm 1945.
Tuy nhiên, vẫn còn lại các bản sao của Lịch đại bảo án tại Đại học Quốc lập Đài Loan và Đại học Tokyo, và chúng là cơ sở để các học giả nghiên cứu thư tịch này; tuy nhiên, tiếp tục có các lỗi trong các phiên bản này khi chúng được sao chép trong các thập niên 1930-1940.